# 9242 Olea
9242 Olea este un asteroid din centura principală de asteroizi.

## Descriere
9242 Olea este un asteroid din centura principală de asteroizi. A fost descoperit pe 6 februarie 1998 la Observatorul La Silla de Eric Walter Elst. El prezintă o orbită caracterizată de o semiaxă mare de 2,29 ua, o excentricitate de 0,17 și o înclinație de 5,1° în raport cu ecliptica.